# Fortified School
Fortified School (要塞学園?, Yōsai gakuen) è un manga in sette volumi scritto da Takeshi Narumi e disegnato da Shinichi Hiromoto. In Giappone è stato pubblicato sulla rivista seinen Afternoon dalla casa editrice Kōdansha, mentre in Italia è arrivato grazie a Star Comics.

## Trama
Nel terzo millennio, il governo giapponese deve tener fronte ad un crollo dell'istituzione scolastica e decide così di abolire il "Ministero della Pubblica Istruzione", in favore del "Ministero Disciplinare Scolastico". Questa istituzione serve per controllare l'ondata di criminalità e violenza che dilaga tra i giovani, utilizzando come strumento di terrore il liceo Kyokujito, un istituto di detenzione e recupero posto tra le province di Yamanashi e Nagano. Kyokujito, chiamato dagli studenti giapponesi "Yosai gakuen" (che tradotto significa "la scuola fortezza"), più che un liceo è un carcere riformatorio dalla forma di un esagramma, posto al di sopra di un altipiano, circondato da dirupi scoscesi e una foresta popolata da bestie feroci e affamate. All'interno di questo istituto vale la legge del più forte e, in caso di comportamenti indisciplinati, agli studenti vengono inflitte severe punizioni corporali, atroci torture fisiche e in alcuni casi può sovvenire anche la pena di morte. A tenere le redini di Kyokujito sono il feroce corpo insegnanti e la "Commissione Disciplinare", composta dagli studenti più meritevoli dell'istituto. I professori hanno diritto di vita e di morte sugli studenti e le loro lezioni non hanno nulla di accademico. Ad aggravare la situazione c'è una legge non scritta e non detta che grava sulle teste degli studenti e li terrorizza quotidianamente: se uno degli studenti dovesse trasgredire questa legge la pena è capitale. In realtà, l'istituto Kyokujito è una copertura per i loschi esperimenti del preside Masamitsu Kuonji, che usa gli studenti del liceo come cavie per i suoi esperimenti genetici, atti a creare delle nuove creature mostruose facendo leva sulle preziose informazioni contenute nel DNA umano per dare nuova vita a degli animali preistorici.     
Protagonisti della storia sono tre giovani nuovi studenti, Mei Mato, Gentaro Matsuda e Itsuki Takizawa che dovranno fare i conti con il terribile segreto che si nasconde dietro la loro nuova "scuola".

## Personaggi
- Mei Mato: è un ragazzo silenzioso e si sa ben poco di lui. L'unica cosa certa è che è finito dentro alla Fortezza perché ha picchiato due poliziotti mentre si trovava in uno stato di trance. All'inizio della storia era sempre tenuto legato con delle enormi catene di ferro, a causa della sua pericolosità.
- Gentaro Matsuda: è un tipo estroverso e chiacchierone, finito dentro con l'accusa di aver stuprato una ragazza, si scoprirà in seguito che in realtà l'aveva protetta. Sarà il capo della rivolta degli studenti insieme all'amico Tessy, dopo aver trafugato delle armi dal deposito dei professori. Si innamorerà di Itsuki Takizawa, la quale però sembra non ricambiarlo.
- Itsuki Takizawa: è una bella ragazza, entrata nella Fortezza a causa di un furto. Il suo vero scopo però è di investigare sulla scomparsa del fratello Kazumi Takizawa di cui non si sa più nulla dopo che è entrato nella scuola. Si innamorerà di Mei Mato.
- Tetsuo "Tessy" Teshigawara: è un mercante della periferia della Fortezza. Diventerà un grande amico di Gentaro Matsuda dopo che egli lo avrà battuto alla roulette russa. In seguito convincerà i cinque demoni a partecipare alla rivolta degli studenti, sacrificando i suoi soldi e addirittura le sue orecchie.
- Kirihito lo squartatore: è la guardia del corpo personale di Tessy. Diventerà anch'egli amico di Gentaro, ma purtroppo morirà durante la rivolta colpito da una fucilata. La sua arma preferita, un lungo coltello (più precisamente un kukri), verrà raccolta ed usata dallo stesso Gentaro in sua memoria.
- I Cinque Demoni: sono 5 studenti i quali comandano ognuno una parte della scuola grazie alla loro forza. Sono temuti da tutti e inizialmente saranno restii ad unirsi alla rivolta, ma dopo una accorata orazione di Tessy sul valore della libertà si convinceranno a partecipare. I membri sono: Takashi Aka, Shizuka Momoyama, Micky, Hokaben Yamada e Aoi Ryusei.
- Edward "Eddy" J. Kurosaki: è un tremendo professore e il braccio destro del preside. Il suo corpo è in parte di metallo ed è capace di trasformarsi in un mostro robotico. Darà del filo da torcere agli studenti durante la rivolta.
- Masamitsu Kuonji: è il preside della scuola. È una persona enorme con una forza straordinaria che porta sempre una grande maschera da demone. Vive nella grande torre al centro della scuola e ha un'attenzione particolare per Mei Mato.
- Sanae Aso: è un agente segreto. È stata inviata dal Ministero per valutare l'operato della nuova scuola. Ha impiantata nel corpo una bomba in modo che se venisse scoperta si farebbe saltare in aria, in modo da non cadere prigioniera del nemico.